# سوتلندسیلور (مریلند)
سوتلندسیلور (به انگلیسی: Suitland-Silver Hill) شهری در ایالت مریلند کشور ایالات متحده آمریکا است که جمعیت آن در سرشماری سال ۲۰۱۰ میلادی، ۲۵٬۸۲۵ نفر بوده‌است.